# 잔담의 풍차
잔담의 풍차 또는 잔담의 풍차와 보트는 프랑스 화가 클로드 모네의 1871년 유화 작품이다. 1986년 코펜하겐의 글립토테크 미술관이 매입하여 현재까지 소장 중이다.
이 시기 클로드 모네와 가족은 프로이센-프랑스 전쟁을 피해 영국 런던에 머물렀다. 전쟁이 잦아들고 프랑스로 돌아온 모네는, 동료 화가 샤를프랑수아 도비니의 추천으로 네덜란드 잔담과 여러 도시에서 5개월을 보내며 풍경화 20여점을 남겼다.

## 같이 보기
- 클로드 모네의 작품 목록